# Burgruine Reifenstein
Die Burgruine Reifenstein befindet sich nahe der Ortschaft Pöls in der Gemeinde Pöls-Oberkurzheim im Bezirk Murtal der Steiermark.

## Lage
Die Ruine der Höhenburg befindet sich etwa 100 m über dem Pölstal auf einer Kuppe des Nordabhangs des Falkenbergs in der Katastralgemeinde Pöls.

## Geschichte
Die Burg wurde wohl im 12. Jahrhundert von den Reifensteinern, einem Zweig der Liechtensteiner, erbaut. Im 13. und 14. Jahrhundert erfolgten Ausbauten. 1521 wurde die Burg an Sebald Pögl aus Thörl verkauft und im Stil der Renaissance umgebaut. 1698 gelangte die Burg in den Besitz der Familie Schwarzenberg, in deren Besitz sie sich inklusive der umliegenden Wälder bis heute befindet. Die Burg war bis 1809 bewohnt. Um eine Einquartierung der Franzosen während des Kriegs gegen Napoleon zu verhindern, wurde jedoch das Dach der Burg entfernt. Dies beschleunigte den Verfall der Burg, sodass sie heute gesperrt und stark einsturzgefährdet ist. 
Der älteste (und am höchsten gelegene) Teil umfasst den Bergfried und den  Richtung Westen anschließenden Palas. Vom Bergfried steht heute nur noch ein Mauerzahn. An seinem Fuß ist ein Tonnengewölbe mit Lichtschlitzen erhalten. Im Palas selbst wurde im 15ten Jahrhundert eine große gotische Kapelle untergebracht deren spitzbogige Fenster und letzte Reste der Kreuzrippen teils erhalten sind. Der zentrale auffällige halbrunde Turm besteht auch heute noch aus vier Stockwerken mit erhaltenen gotischen Gewölbedecken, die im oberen Bereich sehr stark einsturzgefährdet sind. Ein rund 30 Meter langer Pferdestall ist heute rund zur Hälfte erhalten, der Westteil ist eingestützt. Die Burg erreichte man über zwei Tore durch die bergseitige Ringmauer und jeweils über Brücken über den davor angelegten Burggraben. Eine am Westende des Burggrabens verborgen angelegte Schlupfpforte ermöglichte den unberittenen Zugang in den Graben und weiter durch das kleinere westliche Tor in der Ringmauer. Durch das hoch gelegene östliche Haupttor führte im Inneren ein weiterer Brückenweg Tor in den Vorhof und weiter durch das alte Burgtor in die Hauptburg.  
Östlich an den Vorhof schließen mehrstöckige Wohn- oder Wirtschaftsgebäude an die im Inneren den Eindruck eines Kellers erwecken. Die Sage spricht hier von einem zweistöckigen Keller. Den es nicht gegeben hat, da auch das tiefste Stockwerk sich immer noch deutlich über dem Niveau des umliegenden Waldes außerhalb der Ringmauer befindet. Einer der erhaltenen Räume weist sich eindeutig als groß angelegte Küche aus mit gut erhaltenem pyramidenförmigen Kaminbau.  
Das große Rondel im Osten stammt wie die Ringmauer selbst aus dem 16ten Jahrhundert. Ein Wehrgang läuft die gesamte Mauer entlang, in großer Höhe innen im Rondel weiter und noch ein Stück bis zu dem Wirtschafts- und Wohngebäuden im Osten. Im Rondel und im Turm am Westende der Anlage haben sich hölzerne Auflagen für Feuerwaffen (Hakenbüchsen) erhalten.  
Von einer Zisterne oder einem Brunnen ist nichts erhalten oder erkennbar.  